# 茆欽
茆欽（1449年—1514年6月20日），字宗堯，南直隸溧水人，徙北直隸永平府盧龍，明朝政治人物。

## 生平
早年出身國子生，順天府鄉試第一百二十名舉人。成化十四年（1478年）戊戌科進士。授行人，擢監察御史，升江西按察司僉事，因盜起牵连，謫淮安府同知。歷遷遼東行太僕寺少卿、山西行太僕寺卿，進南京光祿寺卿、南京大理寺卿，因病乞休，返回溧水，不久卒。

## 家族
曾祖茆賢、祖茆得，曾任巡檢、父茆端。母瞿氏，繼母路氏。具慶下。兄鎧。弟萱、森、芊。